# إيل أرسلان
إيل أرسلان هو والد السلطان كيش سلطان الدولة الخوارزمية 